# با تو باشم (ترانه انریکه ایگلسیاس)
«با تو باشم» (به انگلیسی: Be with You) تک‌آهنگی از هنرمند اهل اسپانیا انریکه ایگلسیاس است که در ۲۴ فوریه ۲۰۰۰ منتشر شد.
این تک‌آهنگ در چارت‌های اسپانیا جزو ده ترانه اول قرار گرفت.